# ドラえもんのひみつ道具 (す)
ドラえもんのひみつ道具 (す) では、藤子・F・不二雄の漫画『ドラえもん』、『大長編ドラえもん』(VOL.1〜17)、藤子・F・不二雄のその他の著作に登場するひみつ道具のうち、読みが「す」で始まるものを列挙する。

## すいかストロー
すいかストローは、「ドラえもん大事典」（てんとう虫コミックス第11巻に収録）に登場する。
このストローをスイカに刺して吸うと、スイカの中身だけを吸い取って食べることができる。名前の通り、効果があるのはスイカだけ。

## 水上もうせん
水上もうせん（すいじょうもうせん）は、『ドラえもん のび太の海底鬼岩城』に登場する。
長方形の毛氈（もうせん）の敷物。水面に広げると、その上に人が乗ったり、物を置いたりできる。水面が波打っても揺れることはない。

## スイスイゼンマイ
スイスイゼンマイは、「ドラえもんていきょう 夏休みのための道具いろいろ」（『小学四年生』1975年8月号掲載）に登場する。
ゼンマイネジを象った道具。これを水着のお尻の部分に取り付けて、ネジを巻くと、だれでも泳ぐことができる。作中では平泳ぎで泳いでいる。

## 水族館ガス
水族館ガス（すいぞくかんガス）は、「水族館ガス」（ぴっかぴかコミックス第1巻に収録）に登場する。
このガスをガラスに吹き付けると、どこかの海中の光景がガラスに映し出される。まるで水族館の水槽のように、海で泳ぐ魚の姿を楽しむことができる。

## 水族館シールと水セロハン
水族館シールと水セロハン（すいぞくかんシールとみずセロハン）は、「へんなすいぞくかん」（『幼稚園』1973年9月号に掲載、単行本未収録）に登場する。
ドラミが出した道具。魚を象った「水族館シール」を「水セロハン」に貼ると、シールの魚がセロハンの中で本物の魚のように泳ぎだす。シールを貼ったセロハンを壁などに貼れば、水族館のように魚の泳ぐ様子を楽しむことができる。
てんとう虫コミックスでは、第6巻収録「ドラえもん百科 すばらしい道具のいろいろ」で紹介している。

## 水中キャンプファイア
水中キャンプファイア（すいちゅうキャンプファイア）は、『ドラえもん のび太の海底鬼岩城』に登場する。
水中でもできるキャンプファイヤー。本物のたき火のように熱も放つため、バーベキューをも楽しめる。

## 水中酸素あめ
水中酸素あめ（すいちゅうさんそあめ）は、『ドラえもん のび太と竜の騎士』に登場する。
このあめを食べていると、水から酸素を取り出せ、水中での呼吸が可能となる。同様の機能を持つ道具に「エラチューブ」がある。
この名称は大長編でのもので、映画では「タントサンソあめ」と呼んでいる。

## 水中バギー
声 - 三ッ矢雄二（1983.3）
水中バギー（すいちゅうバギー）は、『ドラえもん のび太の海底鬼岩城』に登場する。
水陸両用のバギーカー。水中用エンジンを搭載しており、陸上と水中を自在に走行できる。深い海溝の上でも、空を飛ぶが如く水中を浮くことも可能。最高時速は800キロメートル以上。コンピューターが内蔵されており、海底の生物など各種情報に詳しく、また人と意思疎通ができるという性能を持つ。しかしドラえもんが所有しているバギーは中古品の安物のためか、深海魚などのデータがあまり入っていない、性格がひねくれているなどの欠点がある。座席は2つしかないが、後ろにしがみつけば最大6人まで乗れる。
また、「精神感応自動フキカエビデオ」という機能があり、見たことを録画した上に、再生時に視聴している者の使用言語に合わせて人物の会話を聞くことができる（ただし、作中に登場した海底人は普通に日本語が通じる相手だったので、この機能は特に関係なかったという可能性もある）。

## 水中花火
水中花火（すいちゅうはなび）は、「ドラえもん大事典」（てんとう虫コミックス第11巻に収録）に登場する。
水中で光を放つ花火。火気の危険がないため、絶対安全な花火遊びを楽しめる。

## すいとり紙
すいとり紙（すいとりがみ）は、「ペットペン」（てんとう虫コミックス『ドラえもんプラス』第2巻に収録）に登場する。
「ペットペン」で絵を描いた紙をこれに押しつけると、絵を消すことができる。

## すいみん圧縮剤
すいみん圧縮剤（すいみんあっしゅくざい）は、「りっぱなパパになるぞ!」（てんとう虫コミックス第16巻に収録）に登場する。
これを飲むと、1時間寝ただけで10時間分の睡眠と同様の疲労回復効果が得られる。作中では名前が出たのみで外観は不明。
これはドラえもんの道具ではなく、のび太の息子であるノビスケの時代に普及している道具。

## スーパーダンのふろしき
スーパーダンのふろしきは、「スーパーダン」（てんとう虫コミックス第3巻に収録）に登場する。
未来（ドラえもんの住む22世紀の世界をさす）の子供たちが遊び道具として使用する風呂敷。スーパーダンはスーパーマンのパロディ。遊び道具ではあるが身に着けると、透視、飛行、一時的な筋力増強といった力を得られる。
ただし、あくまで遊び道具なので性能はそれほどよくない。これを身に着けたのび太はジャイアンと喧嘩して勝つことができたが、ボロボロになってどうにか勝ったという感じだった。透視をするには、壁に密着するくらいに顔を近づけねばならず、飛行といっても地面すれすれでしか飛べない（しかしネコが使用した場合、高く飛べる）。飛行速度も遅く、歩いた方が速い。筋力増強は、一応コンクリートブロックを素手で粉砕できるが、それなりの痛みが伴う。空気銃の弾や小石程度なら跳ね返すが、やはり痛みを伴う。
なお、作中では「スーパーダンごっこに使うふろしき」と呼ぶのみで名称は不明。『ドラえもん全百科（ドラえもんオールひゃっか）』（1979年7月発行）を始めとするひみつ道具の事典では「スーパーダンのふろしき」、テレビアニメ第2作第1期「スーパーダンごっこ」（1995年5月19日放送）及びテレビアニメ第2作第2期「スーパーヒーローふろしき」（2016年12月2日放送）では「スーパーダンごっこふろしき」という名称になっているが検証可能性の観点から、ここでは名称を「スーパーダンのふろしき」とする。

## スーパー手ぶくろ
スーパー手ぶくろ（スーパーてぶくろ）は、「ご先祖さまがんばれ」（てんとう虫コミックス第1巻に収録）、「白ゆりのような女の子」（てんとう虫コミックス第3巻に収録）、『ドラえもん のび太の大魔境』に登場する。
ゴム手袋を象った道具。これをはめると怪力を発揮できる。『のび太の大魔境』では静香がスーパー手ぶくろを使ってゴリラと戦い気絶させている（ドラえもんは「3時間で目を覚ます」と述べている）。また、「ドラえもんの学習シリーズ　ドラえもんのかん字じてん ステップ1」では、これをつけてバットを振ると凄い風が出て周りの人を吹き飛ばすことができる。アニメ版ではドラえもんが先生の引越しを手伝うのび太に間違えてただの手袋を渡し、逆にママがスーパー手袋を使って台所のものを怪力で壊してしまう。
スーパーシューズ
テレビアニメ第2作第1期「サンタバックでクリスマス」（1998年12月18日放送、DVD『ドラえもん コレクション・スペシャル 冬の4』に収録）に登場する。
外見はゴム長靴に似る。この靴をはくとスーパー手ぶくろ同様に脚力を格段にあげることができる。
スーパー手ぶくろとセットで使用すると、普段の一億倍の力を出すことのできる超人的な存在となる。作中ではセットでのび太が使用し、ドラえもんはそのさまを「スーパーのび太」と呼んでいた。

## スーパーマンになれるマント
スーパーマンになれるマントは、「スーパージャイアン」（てんとう虫コミックス『ドラえもんプラス』第2巻に収録）に登場する。
このマントを付けるとスーパーマンとして活躍できる。ただしドラえもんのものは安物なので、それほど強くなれるわけではなく、自分の意思で空を飛ぶこともできない。助けを求める人が専用の笛で呼ぶと、空を飛んで駆けつける。
笛で呼ばれると、食事中でも入浴中でも、どしゃぶりの雨の中でも真夜中でも、どんな状況でも意思に反して飛んでいかなければならないのが欠点。また、一度着ると仕事を100回こなさないと脱ぐことができない。さらに笛で呼んだ者の命令に逆らう事も出来ず、「マントの着用者を殴れ」と命令されたら自分自身を殴ってしまう。
作中では「スーパーマンになれるマント」と呼ぶのみで名称は不明。『ドラえもん最新ひみつ道具大事典』（小学館、2008年8月29日発行）では、藤子・F・不二雄監修の元「スーパーマンになれるマント」としている。テレビアニメ第2作第1期「もしもジャイアンがスーパーマンになったら」（「スーパージャイアン」のアニメ化作品。1979年9月13日 (木) 09:50 (UTC) 放送）、およびテレビアニメ第2作第2期「スーパージャイアン」（2007年6月1日 (金) 10:00 (UTC) 放送）では共に「スーパーマント」としている。

## スカートめくり用マジックハンド
スカートめくり用マジックハンド（スカートめくりようマジックハンド）は、「ドラえもん大事典」（てんとう虫コミックス第11巻に収録）に登場する。
スカートをめくるためのマジックハンド。取り扱いは、慣れないとかなり難しい。
なお『ドラえもんふしぎ探検シリーズ14 ドラえもん発明発見大探検』に再録した「ドラえもん大事典」では、子供のスカートめくりを助長する恐れがあるためか、該当箇所を即席落とし穴に差し替えている。
テレビアニメ第2作第2期「ドラえもんが受験生!?」(2020年3月7日放送)では、ドラえもんがひみつ道具のテスト中に川に落ちそうになった静香を助ける為にこの道具を使用。のび太は道具の本来の使用方法に疑問を持っていたが、試験官ロボットからは人助けを目的として使ったと見做され、合格と評した。

## スカンタコ
スカンタコは、「ジャイ子の恋人=のび太」（てんとう虫コミックス第22巻に収録）に登場する。
タコのような外観で、かけられた人は誰からも嫌われるスミを吐き出すことができる。効き目が強く、スミをかけられた直後から効果を発揮する。作中ではジャイアンの家を放り出されたり、しずかと一緒にスケッチしようとした際に追いかけられたりする羽目になっていた。
スミの持続時間は不明。
似た効力の道具にムシスカンがある。

## 救いの手
救いの手（すくいのて）は、『ドラえもん のび太と竜の騎士』『ドラえもん のび太のひみつ道具博物館』に登場する。
棒の先に手のようなものが付いている道具。ドラえもんたちが恐竜に襲われた際、逃げ遅れたのび太をつかまらせるために差し出した物。具体的にどのような効果があるのかは不明。大長編に登場するのみで、映画には登場しない。

## すぐきずを治すばんそうこう
すぐきずを治すばんそうこう（すぐきずをなおすばんそうこう）は、「テスト・ロボット」（てんとう虫コミックス第7巻に収録）に登場する。
のび太がジャイアンに殴られることに備えてドラえもんが用意した医療品だが、実際には使用されなかったため詳細は不明。
なんでもキズバン
テレビアニメ第2作第1期「気球で世界一周を!」（1988年4月5日放送）に登場。形状は大きなサイズの絆創膏。ドラえもんによると「どんなにひどいケガも、貼るだけできれいに治っちゃう」とのことで、劇中では骨折をあっという間に完治させた。

## スグナオール
スグナオールは、「ドラえもんがいなくてもだいじょうぶ!?」（てんとう虫コミックス『ドラえもんプラス』第3巻に収録）に登場する。
腹痛をピタリと止める錠剤。効き目を試すため、食べると腹痛の起きる「テスト用パン」も付属している。作中では、未来デパートから送られてきた試供品として登場する。

## すぐやるガン
すぐやるガンは、「すぐやるガン」（てんとう虫コミックス第33巻に収録）に登場する。
拳銃を模した道具。これで撃たれると、後でやろうとしていたことをすぐその場で行わされる。
作中で使用された者の言動や経緯を見る限り、例え本当は当人にやる気が無い事でも、その事柄に対して「後でやる」と言った場合、この道具の効果の適用範囲に入る可能性がある。事実、ジャイアンやスネ夫が「後で風呂に入ればいい」と発言して（その時彼らがいたのは水たまりが出来た空き地である）このガンを撃った際、通常ではまずやりそうもない、水たまりを風呂代わりにするなどといった事態を引き起こす事となった。

## スケジュールどけい
声 - 横沢啓子（1979.11）→高戸靖広（2006.6）→大和田仁美（2017.9）
スケジュールどけいは、「スケジュールどけい」（てんとう虫コミックス第3巻に収録）に登場する。
守りたいスケジュールを書いた紙を入れると、その予定を強制的に守らせるロボット。胴体は予定表の紙を入れる差し込み口の上に現時刻を知らせる時計があり、時計の針を模した両腕と振り子を模した一輪車状の車輪を備えていて、ちょうどかかしのような格好をしている。
スケジュールを強制されるのは予定表の紙を入れた本人。ドラえもんは怠け者ののび太に規則正しい生活をさせるためにこの道具を出したが、うっかり自分で予定表を入れてしまい、このロボットに口やかましく追い立てられて散々な目に遭わされた。
スケジュールを守らせることを第一に考えるため、そこから外れる行動は絶対に許さず、まったく融通が利かないうえ、テレビが故障していてもテレビ視聴、雨が降っても空き地で野球の練習を強制させ、たとえ食事の予定時間に自宅に帰れなくとも他人宅で食事を強制させ、スケジュールに逆らうと腕の針で刺し、仮に使用者がこの時計から逃げたとしても、両腕のセンサーがたちまち居場所を探知するため、逃避が成功することはないに等しい。テレビアニメ第2作第2期では、雷に撃たれても壊れなかったことがある。

## スケスケ望遠鏡
スケスケ望遠鏡（スケスケぼうえんきょう）は、「スケスケ望遠鏡」（てんとう虫コミックス第4巻に収録）に登場する。
この望遠鏡を使うと遠くを見るだけでなく、壁などを透視してその向こう側を見ることができる。また、接眼レンズを耳に当てると見ている場所の音を聞くこともできる。
作中では「ぼう遠きょう」と呼ぶのみで名称は不明。『ドラえもん全百科（ドラえもんオールひゃっか）』（1979年7月発行）を始めとするひみつ道具の事典では「スケスケ望遠鏡」としている。
本作の初出時サブタイトルは「ふしぎなぼう遠きょう」で、「スケスケ望遠鏡」と改題するのは1974年11月1日初版発行の単行本でのこと。単行本発売前に発表した『小学三年生』1973年4月号掲載の「ドラえもんのひみつ」という記事では、名称を「まほうぼう遠きょう」としている。

## スッパリほうちょう
スッパリほうちょうは、「メカ・メーカー」（てんとう虫コミックス第22巻に収録）に登場する。
この包丁を使うと、たとえどんな硬い物や大きな物でもスッパリと切断することができる。
何もかも切断してしまうほど強力であるため、使用の際には力加減に注意しなければ、切断する対象を置いてあった物までいっぺんに切断してしまう欠点がある。

## すて犬ダンゴ
すて犬ダンゴ（すていぬダンゴ）は、「家がだんだん遠くなる」（てんとう虫コミックス第14巻に収録）に登場する。
これを食べて家の外に出ると、二度と家には戻れなくなる。本来はペットを捨てる時に食べさせるものだが、人が食べても効果を発揮する。帰れなくなるといっても強制的に家から離されたり家がなくなったりするわけではなく、偶発的なアクシデントが連続して起こることで家からどんどん遠ざかっていってしまう（作中でのび太はマンホールに落ちた弾みで自分の住所を忘れてしまったが、住所の記憶をなくす直接の効果がダンゴにあるかは不明）。
家に戻るには、ダンゴの成分を外へ排出すること、つまりダンゴを吐く、下剤を飲む、専用の解毒剤を飲むなどの方法をとればよい。

## すてきな歯ブラシ
すてきな歯ブラシ（すてきなはブラシ）は、「歯みがきで強くなろう（『ドラえもんチャンネル』内の「コミックチャンネル」では「すてきなはぶらし」）」（ぴっかぴかコミックススペシャル『カラー版ドラえもん』に収録）に登場する。
この歯ブラシで歯を磨くと、単に歯がきれいになるだけではなく、宝石のように磨き上げられ、目が眩むほどの光を放つようになる。さらに歯が丈夫になり、木でもバリバリ噛み砕くことができる。しかし、しずかがイヌとネコの歯、そして靴を磨いて使ったので、汚くなって使えなくなった（イヌとネコの口には人間に害を与える菌があるため、これを理由にした可能性がある）。

## ストレートホール
ストレートホールは、「たまごの中のしずちゃん」（てんとう虫コミックス第37巻に収録）に登場する。
直径2メートル程度の環状の道具。原作漫画の劇中では既に設置された状態で登場するのだが、『ドラえもん最新ひみつ道具大事典』（2008年8月29日発刊）では、ホールの中に入れば、どこでもドアと同じように直接目的地へ行くことができる道具とされている。
テレビアニメ第2作第2期「たまごの中のしずかちゃん」（2007年7月6日放送）、『STAND BY ME ドラえもん』でも、指定した場所へホールを直接繋げる道具とされている。
劇中では、のび太が「刷りこみたまご」へ強引にしずかを入れるために使用した。

## 砂男式さいみん機
砂男式さいみん機（すなおとこしきさいみんき）は、「ねむれぬ夜に砂男」（てんとう虫コミックス第18巻に収録）に登場する。
人を眠くする道具「さいみん機」のバリエーションの1つ。砂男が人の目に砂をかけると眠くなるというヨーロッパの伝承を再現したもので、砂袋を担いだ小さなロボットが、死人すら眠らせるという「強力さいみん砂」を人の目にかけ、眠らせる。袋の中は四次元になっているらしく、数十㎏もの砂が入っている。

## スナオン
スナオンは、「世の中うそだらけ」（てんとう虫コミックス第9巻に収録）に登場する。
この薬を飲むと、人の言うことを素直に信じるようになる。作中では「ギシンアンキ」の効果を消すために使用した。
なんでも信じるコ・缶入り（なんでもしんじるコ かんいり）
テレビアニメ第2作第2期「世の中うそだらけ」（2006年7月7日放送）に登場。スナオンと同じ効果を生む道具。缶入りの汁粉で、これを飲むとスナオンを服用した状態と同じになる。道具名の表記は、本放送のテロップでは「なんでも信じるコ缶入り」、公式サイト掲載の「ひみつ道具カタログ」では「なんでも信じるコ・缶入り」とされている。本放送時の缶のラベルには「なんでも信じるコ」とのみ記されている。

## スパイ衛星
スパイ衛星（スパイえいせい）は、「スパイ衛星でさぐれ」（てんとう虫コミックス18巻に収録）、「のび太のなが〰い家出」（てんとう虫コミックス第25巻に収録）に登場する。
羽虫ほど小さいスパイ衛星。宇宙に打ち上げるのではなく、使用したい対象者に投げてその人物を軸に軌道にのせるとモニターする機器でその人物の周囲の映像や音声を視聴できる。衛星の軌道修正をすることもできる。衛星は1ダースがモニター装置の引き出しに収納され、各々にはカメラが6つ付いている。
「のび太のなが〰い家出」でも名称こそ出ていないが、家出中ののび太が玉子の偵察に活用した。
『ドラえもん のび太の魔界大冒険』にも「スパイ衛星」という名称の道具が登場し、敵の城へロケットで飛ばして使用していた。もっともこれは「スパイ衛星でさぐれ」登場分とはモニター装置の形も異なり、同名だが別型の道具という可能性がある。『ドラえもん のび太の新魔界大冒険 〜7人の魔法使い〜』には「スパイ衛星セット」という名称で登場し、これも形が異なっている。

## スパイセット
スパイセットは、「㊙スパイ大作戦」（てんとう虫コミックス第1巻に収録）に登場する。
遠く離れた相手の様子をひそかに探ることができる道具のセット。人型ロボットの頭部のような外観をしている。一つだけ付いた目と耳は空を飛び無線で映像や音声を送るカメラとマイクになっており、口の部分は開いて、送られて来た内容を受信するモニターになる。
テレビアニメ第2作第1期ではドラミ所有のスパイセットが登場しており、色がピンクとなっている。
テレビアニメ第2作第2期（2005年5月20日放送）では、トランクケースを象ったモニターと、頭部がそれぞれカメラとマイクになったスパイ人形2体のセットとして登場した。

## スパルタコーチ
スパルタコーチは、「無人島の大怪物」（てんとう虫コミックス第41巻に収録）に登場する。
水泳の特訓をするための道具。ベルトとその先に付いた球体から成る。ベルトを装着した途端、海や川などの水面へ飛び込ませる。使用者が溺れると岸へ引き上げて飲んだ水を吐き出させ、使用者が意識を取り戻した途端、再び水面へ飛び込ませる。このようなスパルタ教育の繰り返しにより、泳げない人を泳げるようにする。
スパルタコーチ野球版（スパルタコーチやきゅうばん）
テレビアニメ第2作第2期「ジャイアンズをぶっとばせ」（2008年8月22日放送）に登場。野球版では千本ノックなどの野球の特訓をすることができる。

## スパルタ式にが手こくふく錠
スパルタ式にが手こくふく錠（スパルタしきにがてこくふくじょう）は、「『スパルタ式にが手こくふく錠』と『にが手タッチバトン』」（てんとう虫コミックス『ドラえもんプラス』第5巻に収録）に登場する。
苦手な物を克服するための錠剤。これを飲むと苦手な物がより一層苦手になり、死ぬような思いをしつつ苦手な物を克服していくという、ドラえもん曰く「無茶苦茶な」道具。

## スピードぐつ
スピードぐつは、『ドラミちゃん』の「じゅん番入れかわりき」（『小学館BOOK』1974年1月号掲載、藤子・Ｆ・不二雄大全集版20巻収録）に登場する。
この靴をはくと、とても早く走ることができる。ただし慣れがいる。

## スピード増感ゴーグル
スピード増感ゴーグル（スピードぞうかんゴーグル）は、「スピード増感ゴーグル」（てんとう虫コミックス『ドラえもんプラス』第3巻に収録）に登場する。
このゴーグルをつけて走ると、周囲の景色が物凄い速さで後ろに流れていき、また風を切る音も暴風のようになり、あたかも数十倍のスピードで走っているかのような気分を味わうことができる。道具による効果はあくまで気分だけであり、実際に走っている速度は何の変化もない。

## スピードどけい
スピードどけいは、「スピードどけい」（てんとう虫コミックス第10巻に収録）に登場する。
この時計の針を進めると、実際の時間を進めることができる。時計盤を一回転させるとちょうど1日経つ。あまりに進めすぎた場合は、キャンセルの操作をすることで使用前の日に戻すこともできる。

## スペースイーター
スペースイーターは、「のび太の秘密トンネル」（てんとう虫コミックス第19巻に収録）などに登場する。
離れた場所と場所を超空間で繋ぐトンネルを造るイモムシ型ロボット。行きたい場所を言うと壁などを食べて穴をあけ、その穴をくぐると超空間を通じてその場所まで行くことができる。超空間なので壁には大穴が開いたように見えても裏側から見ると穴などなく、穴のあいた側にはカレンダーやポスターなどをかけてごまかしておくことができる。行き先の指定が大雑把だと、変な所に出口が開いてしまうことがある（のび太がしずかのいる所へトンネルを開けさせた際、浴槽の底につながった）。穴をふさぐ方法は不明。

## スペースウォーズ・ゲームセット
スペースウォーズ・ゲームセットは、「天井うらの宇宙戦争」（てんとう虫コミックス第19巻に収録）に登場する。
スター・ウォーズ・シリーズを思わせる体感型ゲーム。セット内容は味方機である白いロケット、敵機である3機の灰色のロケットで構成される。それぞれ玩具程度の大きさだが、(「ミニ飛行機」と同様)機体に足を近づけると体が小さくなって本当に乗り込むことができ、コンピューター制御で操作される敵機と、レーザー砲による戦闘を繰り広げることができる。臨場感を高めるため、プラネタリウムによって周囲に宇宙空間の立体映像を投影することも可能。のび太がドラえもんを誤射した際、ドラえもんは悲鳴をあげただけで外傷は見られなかったことから、レーザーを人が浴びても少々痛みがあるだけで殺傷能力はない模様。
高価な商品らしく、ドラえもんは月賦（テレビアニメ第2作第2期では、時代の変化に合わせて「ローン」（2005年放送時）「支払い」（2017年放送時）に言い換えている）で購入した。

## スベールガス
スベールガスは、「スベールガス」（てんとう虫コミックススペシャル『ドラえもんカラー作品集』第4巻に収録）に登場する。
このガスを人や物に吹き付けると、床や地面からわずかに浮かび上がるようになり、摩擦が少なくなるのでどんな場所でもスケートのようにスイスイ滑ることができる。
テレビアニメ第2作第1期では、スプレーをかけすぎると薬の持続時間が長くなり、薬の効果が切れるのに時間がかかる他、ちょっとの振動（手を当てただけ）でもスッと滑ってしまうという設定が追加された。

## ずらしんぼ
ずらしんぼは、「ずらしんぼ」（てんとう虫コミックス第39巻に収録）に登場する。
平らなものの汚れ、破損などを、同じ平面上にある別の場所へずらすことのできる道具。たとえば漫画本を汚してしまった際、その本とティッシュペーパーを並べ、本の汚れをずらしんぼで押さえてそのままティッシュの方へと動かすと、それにそって汚れもティッシュの方へと移って本の方は汚れが取れた状態となる。同じ要領で、ふすまの破れを紙に移したり、畳につけてしまったアイロンの焦げを新聞紙に移したり、歩道をふさぐ水たまりを道の脇へずらしたりと、さまざまに使える。
ずらす対象は必ずしも何か別の場所に移す必要がある訳では無く、作中では始末に困った新聞紙についた焦げを、滑らせるようにして庭に捨てていた。

## すりこみ製本機
すりこみ製本機（すりこみせいほんき）は、「まんが家ジャイ子先生」（てんとう虫コミックス第29巻に収録）に登場する。
自分で書いた絵などの原稿と雑誌などをこの機械に入れると、原稿が印刷され雑誌の中にとじこまれる。

## 刷りこみたまご
刷りこみたまご（すりこみたまご）は、「たまごの中のしずちゃん」（てんとう虫コミックス第37巻に収録）に登場する。
誕生したての雛鳥が目の前の物を親と思い込む「刷り込み」を再現する道具。3メートルほどの大きさの卵で、この中に人を入れて卵を閉めると、タイマーで15分後（テレビアニメ第2作第2期では3分後）に卵が開き、中から出てきた人は初めて見た相手や物を好きで好きでたまらなくなる。この刷り込み効果を取り消すには、専用の金魚鉢のような透明な「解除ヘルメット」をその人にかぶせる必要がある。
テレビアニメ第2作第2期では刷り込み状態の人を卵に入れると、上書きされるという設定になっている。第2期では刷り込み状態のジャイアンとスネ夫が卵に入ってしまい、通りかかったトラックを追いかけていた。のび太はしずかが自分以外の者に目が行かないよう、ドラえもん達を追い払っていたが、そのスキに出木杉がのび太の部屋に入って来てしずかに懐かれた。

## スリルせんこう
スリルせんこうは、「ドラえもん大事典」（てんとう虫コミックス第11巻に収録）に登場する。
一見ただの蚊取り線香だが、カが落ちるだけでなく、煙が幽霊の姿となって現れ、ゾクゾクと涼しさを味わうことができる。

## スリルチケット
スリルチケット（スリルチケット）は、「スリルチケット」（てんとう虫コミックス『ドラえもんプラス』第1巻に収録）に登場する。
1枚ちぎって持っているだけで、スリルが味わえるチケット。事態のレベルはチケットに印字された感嘆符「!」の数に比例する。
具体的な事態は下記のとおり。
1. のび太「ヒヤリ券・!」：のび太の0点のテストが玉子の目の前に出現する（幸いママが眼鏡をしていなかったため、拾い上げられる前に回収）。
2. しずか「ゾ～券・!!」：しずかの背中に毛虫が落下する（原作では「ハラハラ券」と同じ感嘆符は一つ）。
3. 安雄・はる夫「ガタガタ券・!!」：：テレビアニメ第2作第2期「スリルチケット」（2025年8月16日放送）にのみ登場する。カラスの群れが飛んできてはる夫が持っていたお菓子を食べ始める。
4. スネ夫「ドキドキ券・!!!」：操縦していたラジコン飛行機が樹木にまぎれて消失、直後たまたま歩いてきたジャイアンの後ろに出現し、彼の後頭部に打撃する。
5. ジャイアン「ギックリ券・!!!!」：家に帰るとなぜか先生が登場し退学を宣告、あわてて母に泣きつくと今度は母に勘当を言い渡される。おまけに家からたたき出されて大パニックに（実は『ギックリカメラ』の撮影だった）。テレビアニメ第2作第2期ではのび太とドラえもんを脅かそうと死んだふりをしていた所、病人と勘違いされて台車に乗せられ、台車を押していた人が石に躓いて坂道を滑り、先生に激突する。同時に先生のカバンが飛んでガラスを割ってしまい、そこからは原作同様の展開となっている。
6. のび太「ガビーン券・!!!!!」：テレビアニメ第2作第1期「スリルチケット」（1987年8月7日放送）にのみ登場する。自室の引き出しに隠していた0点のテストが玉子に発見される。同時にギックリ券での事態を逆恨みしたジャイアンがのび太を殴ろうと探し始め、結局家に帰っても外にいてもひどい目にあうことに。

## スリルブーメラン
スリルブーメランは、「スリルブーメラン」（てんとう虫コミックス第18巻に収録）に登場する。
ポケットに入るほど小さなブーメランの形をした機械。タイマーをセットして所持し、別個のモニター付きコントローラーで行きたい場所を映してそのスイッチを押すと、ブーメランを持った人間がセットした時間だけその場に瞬間移動して再び戻ってくることができる。その際に目的地にあった物を持ってくることも可能。安全に冒険しスリルを味わうための道具。

## すること入れかえ機
すること入れかえ機（することいれかえき）は、「すること入れかえ機」（てんとう虫コミックススペシャル『ドラえもんカラー作品集』第1巻収録）に登場する。
曲がった矢印が交わったような形をした道具。スイッチを押すと、矢印をさした人同士、および矢印をさした人と機械を持った人（自分）のやることを入れ替える。ただし、その人が本来やろうとしたことを勝手に変えることはできない。
たとえば、逃げている鳥とそれを追っている人を入れ替えると、追っている人が空を飛び鳥はそれを追いかける、というふうにすることが入れ替わる。

## することレンズ
することレンズは、「することレンズ」（てんとう虫コミックス第30巻に収録）に登場する。
このレンズを通して人を見ると、その人がこれから何をやろうと思っているか、その考えを映像として見ることができる。
同機能の道具に「ナニスルグラス」がある。